# دوریس شوایزر
دوریس شوایزر (انگلیسی: Doris Schweizer؛ زادهٔ ۲۸ اوت ۱۹۸۹) دوچرخه‌سوار اهل سوئیس است.